# Gyromantis occidentalis
Gyromantis occidentalis är en bönsyrseart som beskrevs av Sjöstedt 1918. Gyromantis occidentalis ingår i släktet Gyromantis och familjen Amorphoscelidae. Inga underarter finns listade i Catalogue of Life.